# Johnny Gray
John Lee Gray Jr, detto Johnny (Los Angeles, 19 giugno 1960) è un ex mezzofondista statunitense, vincitore della medaglia di bronzo olimpica negli 800 metri piani a Barcellona 1992.

## Biografia
Specialista degli 800 m piani, è stato uno dei protagonisti assoluti della specialità da metà anni ottanta fino ai primi anni novanta, ottenendo grandi successi nei meeting e grandi prestazioni cronometriche, a cui però non sono corrisposti analoghi risultati a Mondiali e Giochi olimpici, avendo conquistato solo la medaglia di bronzo ai Giochi olimpici di Barcellona 1992.
Dotato di grandissimo ritmo e passo, ma poco a suo agio nelle gare tattiche, era solito impostare la gara con passaggi molto veloci per poi cercare di resistere nel finale ad avversari più dotati di sprint. Ha avuto una lunghissima carriera, ottenendo il suo ultimo successo di rilievo a 39 anni ai Giochi panamericani di Winnipeg nel 1999, a 12 anni dal suo precedente successo a Indianapolis.
Ha detenuto fino al 2019 il record nord-centroamericano degli 800 m piani outdoor (con 1'42"60, stabilito a Coblenza nel 1985) e indoor (con 1'45"00, stabilito nel 1992 a Sindelfingen). Ha stabilito il miglior tempo stagionale nel 1988 e nel 1992 ed è inoltre il detentore della miglior prestazione mondiale di sempre sulla distanza dei 600 m piani, con 1'12"81, tempo realizzato a Santa Monica il 24 maggio 1986.

## Palmarès
| Anno | Manifestazione      | Sede         | Evento      | Risultato        | Prestazione | Note |
| ---- | ------------------- | ------------ | ----------- | ---------------- | ----------- | ---- |
| 1984 | Giochi olimpici     | Los Angeles  | 800 m piani | 7º               | 1'47"89     |      |
| 1987 | Giochi panamericani | Indianapolis | 800 m piani | Oro              | 1'46"79     |      |
| 1987 | Mondiali            | Roma         | 800 m piani | Quarti di finale | 1'49"50     |      |
| 1988 | Giochi olimpici     | Seul         | 800 m piani | 5º               | 1'44"80     |      |
| 1991 | Mondiali            | Tokyo        | 800 m piani | 6º               | 1'45"67     |      |
| 1992 | Giochi olimpici     | Barcellona   | 800 m piani | Bronzo           | 1'43"97     |      |
| 1993 | Mondiali            | Stoccarda    | 800 m piani | Semifinale       | 1'50"89     |      |
| 1996 | Giochi olimpici     | Atlanta      | 800 m piani | 7º               | 1'44"21     |      |
| 1999 | Giochi panamericani | Winnipeg     | 800 m piani | Oro              | 1'45"38     |      |

## Campionati nazionali
1993
- Argento ai campionati statunitensi, 800 m piani - 1'44"67

1996
- Oro ai campionati statunitensi, 800 m piani - 1'44"00

1998
- Argento ai campionati statunitensi, 800 m piani - 1'45"47

2000
- Bronzo ai campionati statunitensi indoor, 800 m piani - 1'49"10

## Altre competizioni internazionali
1982
- Argento all'Athletissima ( Losanna), 800 m piani - 1'45"41

1983
- Oro ai Bislett Games ( Oslo), 800 m piani - 1'45"74

1984
- Argento al Memorial Van Damme ( Bruxelles), 800 m piani - 1'43"28

1985
- Argento all'ISTAF Berlin ( Berlino), 800 m piani - 1'43"84
- Oro al Memorial Van Damme ( Bruxelles), 800 m piani - 1'44"78
- Oro al DN Galan ( Stoccolma), 800 m piani - 1'45"35

1986
- Oro al DN Galan ( Stoccolma), 800 m piani - 1'43"84

1988
- Argento al Memorial Van Damme ( Bruxelles), 800 m piani - 1'44"43

1989
- Oro ai Bislett Games ( Oslo), 800 m piani - 1'43"39

1990
- Oro ai Bislett Games ( Oslo), 800 m piani - 1'44"64

1991
- Oro ai Bislett Games ( Oslo), 800 m piani - 1'44"01

1992
- Argento ai Bislett Games ( Oslo), 800 m piani - 1'43"51
- Argento all'Athletissima ( Losanna), 800 m piani - 1'44"19

1993
- Oro all'Athletissima ( Losanna), 800 m piani - 1'44"27
- Bronzo all'Herculis ( Monaco), 800 m piani - 1'44"57
- Bronzo all'ISTAF Berlin ( Berlino), 800 m piani - 1'44"74

1994
- Oro al Golden Gala ( Roma), 800 m piani - 1'43"73
- Bronzo ai Bislett Games ( Oslo), 800 m piani - 1'43"89

1996
- Oro al Prefontaine Classic ( Eugene), 800 m piani - 1'44"62